# Нагпур (округ)
Нагпу́р (маратхи नागपूर जिल्हा; англ. Nagpur) — округ в индийском штате Махараштра. Образован 1 мая 1960 года. Административный центр — город Нагпур. Площадь округа — 9802 км². По данным всеиндийской переписи 2001 года население округа составляло 4 067 637 человек. Уровень грамотности взрослого населения составлял 84 %, что значительно выше среднеиндийского уровня (59,5 %). Доля городского населения составляла 64,3 %.